# Staffa
Staffa (Stafa en gaèlic) és una petita illa de les Hèbrides Interiors, situada al nord-oest d'Escòcia. Es troba a 10 km de l'illa de Mull i a 9 km de l'illa d'Iona.
Mesura aproximadament un quilòmetre de llarg per mig km d'ample i té una circumferència de prop de tres quilòmetres. Envoltada de nombrosos penya-segats, està formada per una plana rocosa d'herbes.

## Geologia

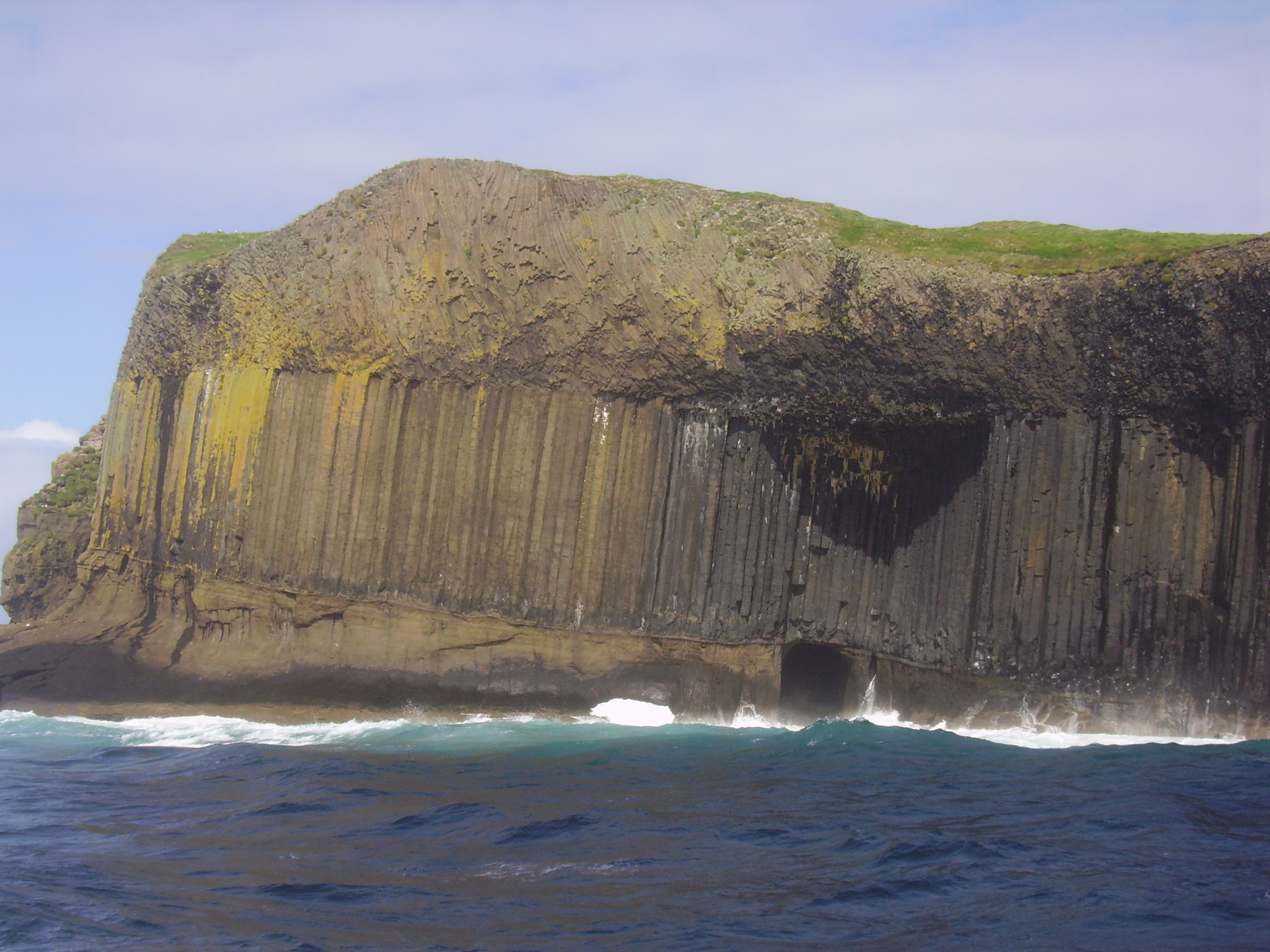
Penya-segats de Staffa amb la cova de Boat.

Staffa és una illa d'origen volcànic formada a partir d'erupcions ocorregudes fa milions d'anys. Staffa significa «illa dels pilars» o també «cova melodiosa» en gaèlic en referència als nombrosos penya-segats compostos d'orgues basàltiques que s'aboquen sobre el mar i formant, en alguns indrets, coves submarines, com per exemple la cova de Fingal.
El sòl de l'illa està format d'una capa de basalt que reposa sobre les orgues basàltiques. Tot plegat es troba, al mateix temps, sobre una capa de tuf.

## Història
L'illa fou conquerida per l'Imperi Romà l'any 83.
Fou víctima dels raids víkings i a les diferents onades migratòries alt-medievals que arribaren successivament Escòcia (scots, angles, saxons, víkings…)
El 1707 Staffa esdevingué britànica amb la signatura de l'Acta d'Unió que annexionà el Regne d'Escòcia al Regne Unit. Una llegenda explica que el poble suís de Stäfa fou batejat així per un monjo de l'illa d'Iona.
Avui, l'illa es troba deshabitada, però atrau nombrosos turistes que s'hi acosten per admirar-hi el paisatge, les cavernes i les fraternules. El 2005, l'illa fou designada la 8a meravella natural del Regne Unit pels oients de Radio Times.